# Liste der Bodendenkmäler in Reichling
Auf dieser Seite sind die Bodendenkmäler in der oberbayerischen Gemeinde Reichling zusammengestellt. Diese Tabelle ist eine Teilliste der Liste der Bodendenkmäler in Bayern. Grundlage ist die Bayerische Denkmalliste, die auf Basis des Bayerischen Denkmalschutzgesetzes vom 1. Oktober 1973 erstmals erstellt wurde und seither durch das Bayerische Landesamt für Denkmalpflege geführt wird. Die folgenden Angaben ersetzen nicht die rechtsverbindliche Auskunft der Denkmalschutzbehörde.

## Bodendenkmäler der Gemeinde Reichling

### Bodendenkmäler in der Gemarkung Epfach
| Lage              | Objekt                                        | Akten-Nr.     | Bild |
| ----------------- | --------------------------------------------- | ------------- | ---- |
| Epfach (Standort) | Siedlung und Straße der römischen Kaiserzeit. | D-1-8031-0066 |      |

### Bodendenkmäler in der Gemarkung Ludenhausen
| Lage                              | Objekt | Akten-Nr.     | Bild                                                      |
| --------------------------------- | --- | ------------- | --------------------------------------------------------- |
| Ludenhausen (Standort)            | Körpergräber des frühen Mittelalters. | D-1-8031-0070 |                                                           |
| Ludenhausen Kirchweg 3 (Standort) | Untertägige mittelalterliche und frühneuzeitliche Befunde im Bereich der Katholischen Pfarrkirche St. Peter und Paul in Ludenhausen und ihrer Vorgängerbauten. Siehe auch: Ludenhausen | D-1-8031-0122 | Untertägige mittelalterliche und frühneuzeitliche Befunde |

### Bodendenkmäler in der Gemarkung Reichling
| Lage                                                          | Objekt | Akten-Nr.     | Bild                                                    |
| ------------------------------------------------------------- | --- | ------------- | ------------------------------------------------------- |
| Reichling (Standort)                                          | Straße der römischen Kaiserzeit (Teilstück der Trasse Gauting-Kempten). | D-1-8031-0017 |                                                         |
| Reichling (Standort)                                          | Grabhügel vorgeschichtlicher Zeitstellung. | D-1-8031-0036 |                                                         |
| Reichling (Standort)                                          | Grabhügel vorgeschichtlicher Zeitstellung. | D-1-8031-0037 |                                                         |
| Reichling (Standort)                                          | Körpergräber des frühen Mittelalters. Siehe auch: Körpergrab | D-1-8031-0038 |                                                         |
| Reichling (Standort)                                          | Viereckschanze der späten Latènezeit. Siehe auch: Viereckschanze, Latènezeit | D-1-8031-0041 |                                                         |
| Reichling (Standort)                                          | Brand- und Körpergräber der mittleren und späten römischen Kaiserzeit. Siehe auch: Römische Kaiserzeit                                                                                      | D-1-8031-0043 |                                                         |
| Reichling (Standort)                                          | Ziegelei der römischen Kaiserzeit. | D-1-8031-0044 |                                                         |
| Reichling (Standort)                                          | Grabhügel vorgeschichtlicher Zeitstellung. | D-1-8031-0079 |                                                         |
| Reichling (Standort)                                          | Grabhügel mit Bestattungen der Hallstattzeit. | D-1-8031-0092 |                                                         |
| Reichling St.-Nikolaus-Straße 14; Wurzbergstraße 2 (Standort) | Untertägige mittelalterliche und frühneuzeitliche Befunde im Bereich der Katholischen Pfarrkirche St. Nikolaus in Reichling und ihrer Vorgängerbauten. Siehe auch: St. Nikolaus (Reichling) | D-1-8031-0120 | weitere Bilder                                          |
| Reichling (Standort)                                          | Untertägige mittelalterliche und frühneuzeitliche Teile der Katholischen Kapelle von Hirschau. Siehe auch: Hirschau (Reichling)                                                             | D-1-8031-0175 | Untertägige mittelalterliche und frühneuzeitliche Teile |
| Reichling (Standort)                                          | Untertägige frühneuzeitliche Teile der Katholischen Kapelle St. Antonius von Reichling. | D-1-8031-0176 |                                                         |